# Skanderborg Amt

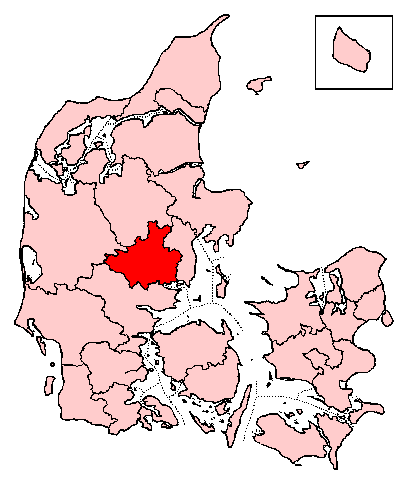
Lage des Skanderborg Amt in Dänemark

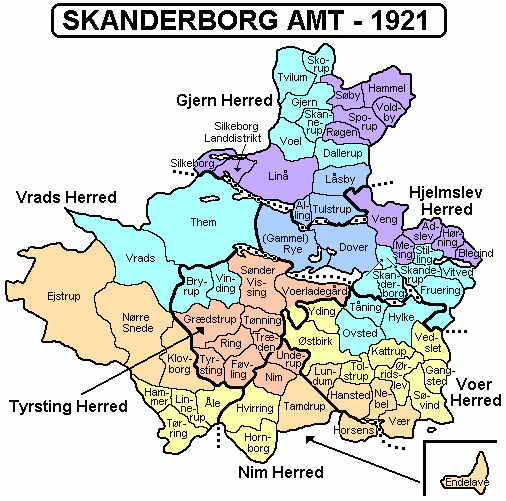
Skanderborg Amt. Mit unterschiedlichen Blautönen sind die Gebiete der sieben Kommunen markiert, die durch die Kommunalreform 1970 entstanden sind und danach zum Århus Amt gehörten, mit gelb und rot die der fünf Kommune, die Vejle Amt zugeschlagen wurden.

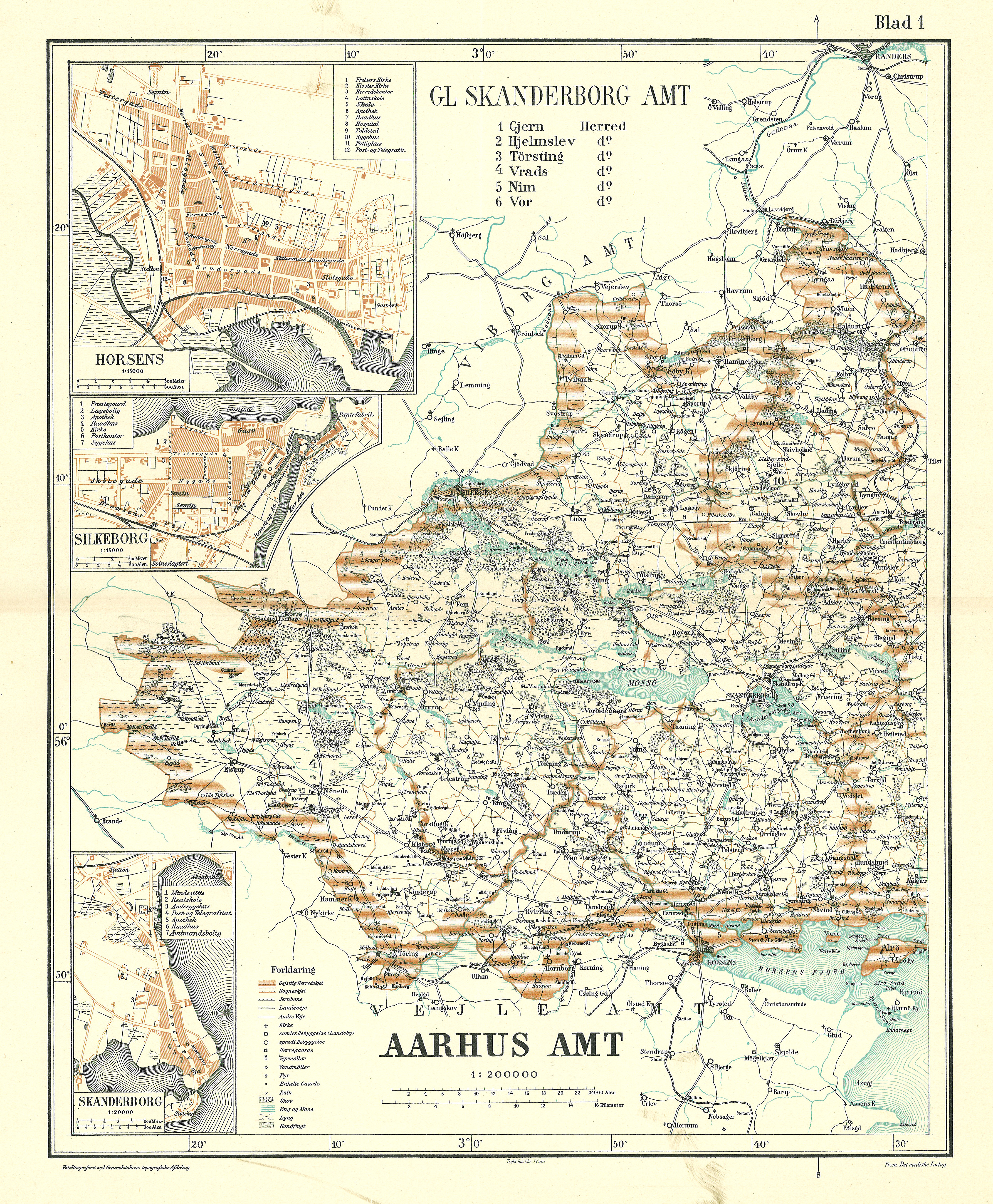
Skanderborg Amt ca. 1900

Skanderborg Amt (benannt nach der Stadt Skanderborg) war bis zur dänischen Kommunalreform zum 1. April 1970 eines der damaligen Ämter in Dänemark. Es entstand 1662 und wurde im Zuge der ersten Reform von 1793 dem Århus Amt zugeschlagen. 1799 wurde die Harde (dän.: Herred) Nim Herred aus dem Vejle Amt, 1822 die Harde Vrads Herred aus dem Ringkøbing Amt ans Århus Amt übertragen. Beide Harden wurden dann 1824 zusätzlich zum ursprünglichen Amtsgebiet Teil des wieder als eigenständiges Amt etablierten Skanderborg Amt. Von 1867 bis 1942 war das Amt noch einmal ein Teil des Århus Amt.
Skanderborg Amt bestand somit aus sechs Harden:
- Gjern Herred
- Hjelmslev Herred
- Nim Herred
- Tyrsting Herred
- Voer Herred
- Vrads Herred

Mit der Kommunalreform 1970 wurde Skanderborg Amt zwischen Vejle Amt und Århus Amt aufgeteilt.
Aus dem südlichen Teil von Skanderborg Amt entstanden die folgenden fünf Kommunen im Vejle Amt:
- Brædstrup
- Gedved
- Horsens
- Nørre-Snede
- Tørring-Uldum

Der nördliche Teil wurde zu den folgenden sieben Kommunen im Århus Amt:
- Gjern
- Hammel
- Hørning
- Ry
- Silkeborg
- Skanderborg
- Them

## Amtmänner
- Claus von Reventlow (1728–1730)